# Ynglinger
Die Ynglinger bzw. Ynglinge (altwestnordisch Ynglingar) waren eine halblegendäre Dynastie von Königen, die angeblich aus Schweden stammten.

## Überlieferung
In der namenkundlichen Forschung wird die Bezeichnung Ynglingar als eine in üblicher Weise gebildete Kollektivableitung aufgefasst. Nach der altwestnordischen Überlieferung bezeichnet der Name Ynglingar das alte Königsgeschlecht der Svear. In der nordischen Mythologie wird der Name Ynglingar als zusammenhängend mit dem Namen eines als göttlicher Stammvater geltenden Yngvi angesehen. Es liegen umfassende etymologische Untersuchungen des Namens Ynglingar vor, dennoch ist die Bestimmung des Namens unsicher. Der Beowulf-Text kennt für die Dynastie der schwedischen Sagenkönige auch den Namen Scilfingas, das sich etymologisch von altenglisch scylf[e] und altnordisch skjǫlf („Bank, Hochsitz“) herleiten lässt.
In Ari Þorgilssons um 1130 n. Chr. verfassten Íslendingabók setzt die Genealogie der Ynglingar mit dem aus Asien stammenden Yngvi Tyrkjakonungr („Türkenkönig“) ein, gefolgt von Njǫrðr Svíakonungr („Schwedenkönig“) und dessen Sohn Freyr, der mit der Riesentochter Gerðr den ersten König der Ynglingar, Fjǫlnir, zeugt. Die um 1180 n. Chr. geschriebene Historia Norwegiæ folgt dem Íslendingabók, sieht jedoch Yngvi als ersten König der Schweden: Rex itaque Ingui, quem primum Swethiæ, (…) Neorth, (…) Freyr, (…) Fiolni[r] (…).
Bei Snorri Sturluson tritt Óðinn an die Spitze der Ynglingar. Sein Sohn Freyr wählte Uppsalir als Fürstensitz und Kultstätte. Er trug als weiteren Namen Yngvi, und nach diesem Ehrennamen (tígnarnafn) benannten sich seine Nachkommen (Euhemerismus). Im Skaldengedicht Ynglingatal des Þjóðólfr ór Hvini, der zentralen und ältesten Quelle des Ynglingatals, fehlt ein göttlicher Spitzenahn; erst Fjǫlnir wird als König der Ynglingar angeführt. Mit Fjǫlnir beginnt eine 27 Glieder umfassende Dynastie, die ab dem 22. Glied zur stirps regia der norwegischen Kleinkönige von Vestfold wird. Rǫgnvaldr heiðumhæri, ein sonst unbekannter Zweig in der Dynastie, war der Brudersohn von König Hálfdan svarti, dem Vater von Haraldr hárfagri, der die wikingerzeitlichen Stammesverbände der Norweger zu einem Königreich vereinte.

## Mythologie
Die Herrscher bis zum 9. Jahrhundert werden als schwedische Sagenkönige bezeichnet. Die Ursprünge der Ynglinger sind somit Teil der nordischen Mythologie. Ihr zunächst über viele Generationen wohl mythischer Stammbaum ist Thema der Ynglingatal und der Ynglingasaga. Dabei gibt es allerdings auch Übereinstimmungen mit anderen Texten wie dem englischen Beowulf und französischen Chroniken, wobei Abweichungen in der Reihenfolge der Herrscher vorliegen.

## Genealogie

### Norwegischer Zweig
Der norwegische Zweig der Ynglinger ist ab Mitte des 9. Jahrhunderts mit Halvdan Svarte und dessen Sohn Harald I. historisch beleg- und greifbar. In Norwegen starben die Ynglinger 1319 mit Håkon V. im Mannesstamm aus.

### Schwedischer Zweig
Die schwedischen Ynglinger waren das älteste Königsgeschlecht Schwedens und residierten in Sigtuna und Alt-Uppsala. Sie stellten vier historisch belegbare Könige, unter deren zweitem, Olof Skötkonung, das Christentum Einzug hielt.